# Puchar Australii i Oceanii w snowboardzie 2016
Puchar Australii i Oceanii w snowboardzie w sezonie 2016/2017 to kolejna edycja tej imprezy. Cykl ten rozpoczął się 5 sierpnia 2016 roku w australijskim Mount Hotham w zawodach snowcross'u. Ostatnie zawody sezonu zostaną rozegrane 15 września 2016 roku w nowozelandzkiej Cardronie również w zawodach halfpipe'a. 
Łącznie zostało rozegranych 6 zawodów zarówno dla kobiet jak i mężczyzn. Brało w nich udział 40 uczestników

## Konkurencje
- snowcross
- slopestyle
- halfpipe

## Kalendarz i wyniki Pucharu Australii i Oceanii

### Mężczyźni
| Lp | Data             | Miejscowość  | Dyscyplina | 1. Miejsce        | 2. Miejsce       | 3. Miejsce     |
| -- | ---------------- | ------------ | ---------- | ----------------- | ---------------- | -------------- |
| 1. | 5 sierpnia 2016  | Mount Hotham | SX         | Alex Pullin       | Matthew Thomas   | Michael Perle  |
| 2. | 16 sierpnia 2016 | Thredbo      | SX         | Odwołano          | Odwołano         | Odwołano       |
| 3. | 1 września 2016  | Mount Hotham | SX         | Josh Miller       | Duncan Campbell  | Senna Leith    |
| 4. | 1 września 2016  | Mount Hotham | SX         | Alex Pullin       | Adam Dickson     | Josh Miller    |
| 5. | 14 września 2016 | Cardrona     | SS         | Sebastien Toutant | Hiroaki Kunitake | Tiarn Collins  |
| 6. | 15 września 2016 | Cardrona     | HP         | Naito Ando        | Ikko Anai        | Andre Hoeflich |

### Klasyfikacje
| Lp. | Zawodnik          | Punkty |
| --- | ----------------- | ------ |
| 1.  | Alex Pullin       | 1225   |
| 2.  | Josh Miller       | 945    |
| 3.  | Duncan Campbell   | 825    |
| 4.  | Adam Dickson      | 780    |
| 5.  | Matthew Thomas    | 620    |
| 6.  | Adam Lambert      | 570    |
| 7.  | Senna Leith       | 520    |
| 8.  | Harrison Morrissy | 430    |
| 9.  | Max Mandl         | 395    |
| 10. | Woo Jin-yong      | 380    |

| Lp. | Zawodnik            | Punkty |
| --- | ------------------- | ------ |
| 1.  | Naito Ando          | 500    |
| 2.  | Ikko Anai           | 400    |
| 3.  | Andre Hoeflich      | 300    |
| 4.  | Freeman Andrews     | 250    |
| 5.  | Lee Min-Sik         | 225    |
| 6.  | Tiarn Collins       | 200    |
| 7.  | Jordan John Rayward | 180    |
| 8.  | Joshua Bowman       | 160    |
| 9.  | Kim Gyeong-Uk       | 145    |
| 10. | Fan Xiaobing        | 130    |

### Kobiety
| Lp | Data             | Miejscowość  | Dyscyplina | 1. Miejsce           | 2. Miejsce                 | 3. Miejsce      |
| -- | ---------------- | ------------ | ---------- | -------------------- | -------------------------- | --------------- |
| 1. | 5 sierpnia 2016  | Mount Hotham | SX         | Belle Brockhoff      | Emily Boyce                | Ellise Turner   |
| 2. | 16 sierpnia 2016 | Thredbo      | SX         | Odwołano             | Odwołano                   | Odwołano        |
| 3. | 1 września 2016  | Mount Hotham | SX         | Belle Brockhoff      | Annabel Tudhope            | Tamara Cowley   |
| 4. | 1 września 2016  | Mount Hotham | SX         | Belle Brockhoff      | Emilie-Kate Robinson-Leith | Cora McCloskey  |
| 5. | 14 września 2016 | Cardrona     | SS         | Zoi Sadowski-Synnott | Natalie Good               | Corrah Phillips |
| 6. | 15 września 2016 | Cardrona     | HP         | Kurumi Imai          | Emily Arthur               | Junna Asaya     |

### Klasyfikacje
| Lp. | Zawodniczka                | Punkty |
| --- | -------------------------- | ------ |
| 1.  | Belle Brockhoff            | 1500   |
| 2.  | Ellise Turner              | 775    |
| 3.  | Annabel Tudhope            | 750    |
| 4.  | Emilie-Kate Robinson-Leith | 625    |
| 5.  | Cora McCloskey             | 605    |
| 6.  | Georgia Crisp              | 475    |
| 7.  | Charlotte Batten           | 450    |
| 8.  | Greta Welin                | 435    |
| 9.  | Emily Boyce                | 400    |
| 9.  | Christina Taylor           | 400    |

| Lp. | Zawodniczka    | Punkty |
| --- | -------------- | ------ |
| 1.  | Kurumi Imai    | 500    |
| 2.  | Emily Arthur   | 400    |
| 3.  | Junna Asaya    | 300    |
| 4.  | Jia Lulu       | 250    |
| 5.  | Summer Fenton  | 225    |
| 6.  | Guo Qianyi     | 200    |
| 7.  | Wang Jingjing  | 180    |
| 8.  | Jenise Spiteri | 160    |
| 9.  | Jia Yanru      | 145    |
| 10. | Fau Xinya      | 130    |